# Wilhelm Heinrich Christoph von Cramer
Wilhelm Heinrich Christoph von Cramer (* 6. Januar 1712 in Hannover; † 18. März 1793 in Schlanstedt) war ein niedersächsischer Amtmann, Agrarreformer und Drost.

## Herkunft
Cramer stammte aus einem Kaufmannsgeschlecht, das ab 1742 als „von Cramer“ nobilitiert war, und war ein Sohn des Henning Cramer (* 1653 Hildesheim; † 1726 in Hannover), einem Bürger und Kaufmann zu Hannover. Er hatte mehrere Geschwister, die in bekannte Familien des kurhannoverischen Staatspatriziats einheirateten.

## Leben
Wilhelm Heinrich Christoph (von) Cramer war 1739 Amtmann und um 1742 Amtsrat. Wie schon sein Schwager Johann August Bonhorst etliche Jahre vorher, wurde er zum Drost in Königslutter ernannt, und zwar von 1755 bis 1779. In seiner Amtszeit hat er sich um die wirtschaftliche, soziale und pädagogische Entwicklung der Stadt verdient gemacht. Im Jahr 1758 vermittelte er, dass das Gut Niedernhof der Herren von dem Knesebeck in das Eigentum der mächtigen Brauersozietät (zahlreiche Brauereien, darunter Duckstein) überging. Durch die Verpachtung des Stiftshaushalts an besagte Brauersozietät für 100 Jahre auf Erbpacht, beginnend 1769, den Ausbau mehrerer Maulbeerplantagen zur Seidenraupenzucht und durch die Förderung der Wollindustrie, und vor allem durch den Anbau von Tabak und Färberkrapp, der von Cramer wirkungsvoll unterstützt wurde, kam es zum wirtschaftlichen Aufschwung der bislang eher mittelalterlich wirtschaftenden Kleinstadt.
Durch Cramers Wirken war auch ein Wandel im Stadtbild bedingt. So wurde beispielsweise eine im Jahr 1752 begonnene Häuserzeile vor dem Braunschweiger Tor fertiggestellt. Auch der Turm der Stadtkirche wurde erneuert und eine Schule in deren Nähe neu erbaut. Cramer veranlasste Zuschüsse für diese Schule, eine bessere Besoldung und die Vermehrung des dortigen Lehrpersonals.
Cramer versuchte in Königslutter die von seinem Schwager Heinrich Bernhard Schrader von Schliestedt konzipierten Sozialreformen, auch im Zuge der pädagogisch-reformerischen Industrieschulbewegung, umzusetzen, was zu seinem günstigen Nachruhm beitrug. Andererseits nahm er 1779 vielleicht gerade deswegen seinen Abschied, da er „höheren Verfügungen, die seiner Individualität nicht zusagten, nicht huldigen“ wollte. Er wechselte den Landesherren und bezog die bei Halberstadt gelegene königlich-preußische Domäne Schlanstedt, wo er, etwa 29 Jahre nach dem Ableben seiner Gattin, verstarb. Er wurde am 24. März 1793 in einem Gewölbe unter der Priechentreppe der Schlanstedter Kirche beigesetzt. Einer seiner Söhne folgte ihm wohl in der Position eines Kammerrats in Schlanstedt.

## Familie
Er war mit Catharina Margaretha Schrader (* 1716 Braunschweig; † 16. September 1764 Königslutter), einer Tochter des Braunschweiger Bürgermeisters Paul Schrader (1673–1729) und der Catharina Margarethe von Kalm (1687–1746), verheiratet und hatte sieben Kinder, wobei mit dem Tode seines Sohnes Hennig Wilhelm Anton von Cramer (* 30. April 1750 Königslutter; † 16. August 1815 in Braunschweig) vermeintlich die männliche Deszendenz der Familie von Cramer erlosch.
Um seine 1764 vorverstorbene Gattin zu ehren, veranlasste Cramer ihre Beisetzung in einem Sarkophag im Abteigewölbe der Stiftskirche, der direkt neben der Ruhestätte des Abtes Friedrich Ulrich Calixt aufgestellt wurde. Im Jahre 1818 wurde wegen des fortschreitenden Zerfalls des Sarkophags jedoch vom damaligen Stiftspastor Johann Georg Heinrich Bode eine Umbettung auf den Stiftsfriedhof vor der Klosterkirche veranlasst.